# География Курганской области
Курганская область — один из субъектов Российской Федерации.
Площадь области 71 488 км², что составляет 0,42 % площади России. По этому показателю область занимает 43-е место в стране.
Протяженность с запада на восток – 430 км, с севера на юг – 290 км. 

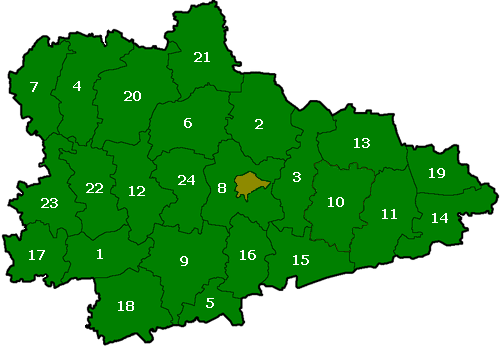
Курганская область

## Расположение
Курганская область расположена в южной части Западно-Сибирской равнины. Область граничит на западе — с Челябинской областью, на северо-западе — со Свердловской областью, на севере и северо-востоке — с Тюменской областью, на юго-востоке и востоке — с Северо-Казахстанской областью (Республика Казахстан), на юге — с Костанайской областью (Республика Казахстан).

### Общие географические сведения
Рельеф территории области равнинный, с общим слабым уклоном с юго-запада на северо-восток. Абсолютные высоты водоразделов незначительны и изменяются от 180–230 м над уровнем моря на юго-западе (водораздел рек Уй и Миасс) до 120–140 м на востоке и северо-востоке, в Тоболо-Ишимском междуречье.

## Геология

### Полезные ископаемые
По данным Департамента природных ресурсов и охраны окружающей среды Курганской области, на территории региона учтены запасы 21 вида полезных ископаемых.

#### Топливные полезные ископаемые
- Уран

Курганская область является одним из трех уранодобывающих регионов России.
В области выявлены Далматовское (Далматовский район, около с. Уксянское), Добровольное (Звериноголовский район, около с. Труд и Знание), Хохловское (Шумихинский район, рядом с районным центром) месторождения и ряд рудопроявлений урана в других районах. Выявленные прогнозные ресурсы урана оцениваются в 120–130 тыс. т (16 % от общероссийских запасов и 86,2 % запасов УрФО).
В настоящее время уран добывается на Далматовском и Хохловском месторождениях по лицензиям, принадлежащим АО «Далур». В 2019 году «Далур» получил лицензию на добычу урана методом подземного скважинного выщелачивания на месторождении Добровольное.
- Торф

Торфяные запасы Курганской области составляют 50 965 тыс. т при 40,0% влажности. Запасы торфа сосредоточены в 75 разведанных месторождениях и в 179 проявлениях. В Далматовском, Шадринском и Шатровском районах сосредоточено 78 % запасов торфа области.
- Углеводородного сырье (нефть, газ)

В 1960–1990-х, 2003–2008-х годах на территории области осуществлялся комплекс геофизических работ по изучению перспектив нефтегазоносности недр Курганской области. Залежей углеводородного сырья пока не выявлено, но поиски на трех перспективных участках, расположенных в Мокроусовском и Макушинском районах, продолжаются.

#### Металлические полезные ископаемые
- Железные руды

На территории области выявлено четыре месторождения (Петровское, Медвежьеозерское, Березовское и Глубоченское) и пять проявлений (Окуневское, Юргамышское, Быдинское, Батовское и Чалкинское) железных руд, представляющих Глубоченскую железорудную зону, которая имеет север-северо-восточное простирание и прослеживается на 120 км в Целинном, Куртамышском и Юргамышском районах. Запасы и ресурсы месторождений и проявлений железных руд Глубоченской зоны составляют около 4 млрд тонн, в том числе запасы месторождений 1,2 млрд тонн.
- Вольфрам-молибденовые руды

В 1989 году в Катайском районе выявлено Коклановское рудопроявление вольфрам-молибденовых руд, отнесенное к промышленному типу крупных месторождений. Промышленную ценность Коклановского рудопроявления добавляет повышенное содержание висмута, лития, рения, бериллия, мышьяка и золота, но ее снижают значительная мощность перекрывающих рыхлых отложений (до 150 м) и сложные гидрогеологические условия.
В 2015 году запасы вольфрам-молибденовых руд оценивались в количестве 251 176,3 тыс. т.
- Бокситы

В Катайском районе разведаны два месторождения бокситов – Восточно-Борисовское и Южно-Одинское. Общие запасы бокситов составляют 4 760 тыс. т, которые числятся в резерве из-за высокой сложности промышленного освоения месторождений.
- Титан, цирконий

Титан-циркониевые россыпи выявлены геологами в 1950–1980 годах в некоторых районах Курганской области. Известно около 60 проявлений таких россыпей, из которых наиболее перспективны Масловское (Куртамышский район), Соркинское (Кетовский район), Боровлянское (Белозерский район).
Ресурсы циркония в Курганской области оцениваются в количестве 20 тыс. тонн.

#### Неметаллические полезные ископаемые
- Глины бентонитовые

Разведанных месторождений бентонитовых глин в России всего девять, одно из них в Курганской области – Зырянское, расположенное в Кетовском районе. Запасы глин в количестве 14,5 млн т составляют более 20 % российских ресурсов. Разработку месторождения ведет ООО «Бентонит Кургана». Объем добычи в 2017 г. составил 21,5 тыс. т. Помимо Зырянского месторождения в области имеется Измайловский участок бентонитовых глин (Кетовский район).
- Пески формовочные

В Катайском районе выявлено Первомайское месторождение формовочных песков с балансовыми запасами 14 132 тыс. т. Месторождение числится в государственном резерве.
- Пески стекольные

В 1965-1966 годах в Белозерском районе выявлено и разведано Подборновское месторождение стекольных песков. До 1994 г. месторождение отрабатывалось АООТ «Боровлянский стеклозавод», который выпускал зеленоватую бутылку, стеклоблоки, некоторые виды стекольного литья. В настоящее время месторождение в госрезерве. Балансовые запасы стекольных песков Подборновского месторождения составляют 313 тыс. т.
- Цветные камни (камнесамоцветное сырье)

В Катайском районе разведаны две россыпные залежи Синарского месторождения цветных камней, представленных агатом, сердоликом, халцедоном. Встречаются гальки кремня и яшмы, что увеличивает ценность россыпей. Запасы агатов и сердоликов составляют 24 260,82 тонн.
- Минеральные краски

В Куртамышском районе разведано Пепелинское месторождение минеральных красок, представленных глинистой охрой. Это единственное в области месторождение минеральных красок. Их балансовые запасы составляют 91 тыс. т. Месторождение находится в резерве.
- Сульфат натрия

Сульфат натрия – составная часть мирабилита, который содержится в рапе Озера Медвежье в Петуховском районе. Балансовые запасы мирабилита составляют 1 170 тыс. т.
- Строительный камень

К строительному камню отнесены магматические породы, представленные кварцевыми порфирами Першинского месторождения и липаритами и базальтами Синарского месторождения, а также долеритом Коклановского вольфрам-молибденового месторождения. Запасы Першинского месторождение строительного камня составляют 11 857 тыс. м3. Синарское месторождение строительного камня состоит из четырех участков, Западный и Северный участки переданы в пользование. Их суммарные запасы составляют 274051 тыс. м3.
- Пески строительные

В Курганской области суммарные запасы 14 месторождений строительных песков составляют  81 392 тыс. м3 . Добыча строительных песков ведется на 6 месторождениях: в Далматовском-2, в Кетовском, на Сухринском месторождении в Шадринском районе, на Заисетском месторождении в Катайском, Шатровском и на Карачельском месторождении в Шумихинском районе.
- Песчано-гравийные породы

Учтены запасы двух месторождений песчано-гравийных пород: Белоярского в Щучанском районе (разрабатывается) и Воронинского в Катайском районе (в резерве) с суммарными запасами 11052 тыс. м3.
- Глины кирпично-черепичные

В области учтено 52 месторождения кирпично-черепичных глин и суглинков с суммарными запасами 70 007 тыс. м3. В пользование переданы 9 месторождений, из которых разрабатываются только 3: Брылинское в Каргапольском районе, Восточный участок Мишкинского-2 месторождения, Восточно-Пепелинское месторождение в Куртамышском районе.
- Керамзитовые глины

В качестве сырья для производства керамзитового гравия в Курганской области оценено два месторождения глин – Зыряновское-2 в Каргапольском районе и Курганское-2 в окрестностях г. Кургана, а также Шадринское месторождение трепелов. Суммарные балансовые запасы составляют 4 923 тыс. м3.
- Сапропель

В области учтено 118 озерных месторождений. Общая площадь сапропелевых отложений 15 588,9 га с геологическими запасами 132 593 тыс. т. В настоящее время в пользовании находятся три месторождения: Ступино в Каргапольском, Павловское и Песьяное в Кетовском районах.

## Гидрография

### Реки
Речная сеть Курганской области принадлежит к бассейну Карского моря. Почти вся территория области расположена в бассейне реки Тобол, и лишь восточные районы относятся к Тобол-Ишимскому междуречью и являются бессточной зоной. Всего в Курганской области протекает 449 водотоков общей протяженностью 5175,6 км. Больших рек длиной свыше 500 км 3, их истоки находятся за пределами Курганской области. Это реки Тобол, Исеть и Миасс. Средних рек длиной от 101 до 500 км 7. Это реки Уй, Убаган, Куртамыш, Юргамыш, Суерь, Синара, Теча. Малых рек длиной от 26 до 100 км 38. Самых малых рек от 10 до 25 км 68. Мельчайших водотоков длиной менее 10 км в Курганской области насчитывается 333.
Река Тобол начинается от слияния рек Бозбие и Кокпекты на границе Оренбургской области РФ и Костанайской области Республики Казахстан, впадает в реку Иртыш с левого берега на территории Тюменской области. Длина реки 1591 км, общая площадь водосбора 426 000 км2 . Протяженность Тобола на территории Курганской области 428 км, наиболее крупные притоки – реки Уй, Убаган, Юргамыш, Куртамыш, Алабуга, Суерь. Река Уй берет начало в 12 км к северо-западу от с. Азнашево Учалинского района Республики Башкортостан. Остальные притоки протекают по территории Курганской области.
Река Исеть берет начало в Свердловской области, пересекает Курганскую область с запада на восток и впадает в реку Тобол в Тюменской области на расстоянии 437 км от устья. Длина реки Исеть 606 км, общая площадь водосбора 58 900 км2 . Протяженность реки Исеть в пределах Курганской области 286 км. Основные крупные притоки – реки Теча, Синара, Миасс, которые берут начало в Челябинской области. Основные притоки, берущие начало в Курганской области, – реки Суварыш, Барнева, Ичкина, Ик, Терсюк, Мостовка.
Река Миасс берет начало в Республике Башкортостан, пересекает Челябинскую область и впадает в реку Исеть с правого берега на 218 км от устья в Каргапольском районе Курганской области. Длина реки 658 км, из них на территории Курганской области 241 км. Общая площадь водосбора реки Миасс 21 800 км2 . Основные притоки реки Миасс на территории Курганской области – реки Чумляк, Каменка, Боровлянка.

### Озёра
В Курганской области насчитывается 2943 озер общей площадью 3001 км2 , что составляет 4 % от площади. Из общего количества озер: 88,5 % пресные; 9 % соленые; 2,5 % горько-соленые. Озера сосредоточены преимущественно в северо-восточных районах: Макушинском, Петуховском, Мокроусовском, Частоозерском. Много озер в центральных и юго-западных районах (на междуречье Миасса и Уя).
Большинство озер Курганской области небольшого размера и малой глубины (1-3 м) Однако есть и относительно крупные озера. 2 озера более 50 км2, еще 40 – более 10 км2.
Самыми крупными пресными озерами являются Черное и Стекленей в Мокроусовском районе, Малые Донки в Куртамышском районе, Ачикуль в Белозерском районе. Среди соленых озер выделяется озеро Медвежье (Петуховский район).
Многие озера области являются памятниками природы или находятся на территориях зоологических заказников.

### Болота
Общая площадь болот составляет 3 839,8 км2 (около 5 % площади области). Наиболее заболоченными являются северные районы области (Мокроусовский, Шатровский).
Пышминское болото (Катайский район) – один из наиболее значительных по площади болотных массивов области, находится в междуречье Исети и Пышмы. Многие болота являются памятниками природы регионального значения. В их названиях часто упоминается слово «согра»; согрой называют заболоченную местность, поросшую кустарником или мелким лесом. Например Такташинская Согра, Шаламовская Согра (Мишкинский район), Батуринская Согра, Таволжанская Согра (Шадринский район), Урочище Согра (Щучанский район). Большинство болот используется слабо. Некоторые болота осушаются, расчищаются от кустарника и используются для посева.

### Водохранилища
Для накопления воды и регулирования стока в области созданы водохранилища. В 2017 г. на территории Курганской области функционировало 32 водохранилища. Из них в бассейне р. Тобол 15, в бассейне р. Исеть 13, в бассейне р. Миасс 4.
Основным источником водоснабжения Кургана является самое крупное Курганское водохранилище на р. Тобол, введенное в эксплуатацию в 1962 году. Курганское водохранилище руслового типа, его основное назначение – сезонное регулирование стока в целях обеспечения питьевого хозяйственно-бытового водоснабжения и промышленного водоснабжения города Кургана и прилегающих районов Курганской области. Полный объем водохранилищ составляет 28,1 млн м3 , полезный объем – 18,65 млн м3 . Из 24 районов Курганской области всего 16 имеют водохранилища.
По объёму водохранилища области распределены следующим образом:
- свыше 10 млн м3 – 1 (Курганское водохранилище);
- от 1 до 10 млн м3 – 12 (Алабужское, Куртамышское и др.);
- от 0,5 до 1 млн м3 – 9 (на р. Утяк, р. Каменка и др.);
- менее 0,5 млн м3 – 10 (на р. Кызылбай и др.).

По водохозяйственному назначению:
- водохранилища комплексного назначения – 14 (Курганское, на р. Алабуга, на р. Утяк и др.);
- мелиоративного – 17 (на р. Черная, на р. Чернавка, на р. Чумлячка, на р. Большой Кочердык и др.);
- рыбохозяйственного назначения – 1 (Митинское).

## Климат
Курганская область расположена в умеренном климатическом поясе, в континентальной западносибирской климатической области. Континентальность климата проявляется в пониженной влажности воздуха, незначительном количестве осадков, а также в резком изменении суточных температур и значительных годовых амплитудах колебания температур воздуха вследствие более суровой и продолжительной зимы и сравнительно теплого (иногда жаркого) лета.
Неустойчивые метеорологические условия связаны с расположение Курганской области в глубине континента, удаленностью от теплых морей, отгороженностью с запада Уральскими горами. Открытость с северной и южной стороны способствуют проникновению арктических холодных и теплых, сухих (из степей Казахстана) воздушных масс.
Самый холодный месяц в Курганской области – январь. Среднесуточные температуры воздуха в январе колеблются от минус 29,7 (станция Петухово) до минус 9 °С (станция Шадринск). Самая низкая среднесуточная температура опускалась в январе 1969 года до минус 34 °С, отклонение от нормы составляло 4,1 °С. Каждые 20 лет повторяются годы со среднесуточной температурой в январе минус 35 °С, один раз в сто лет – со среднесуточной температурой ниже минус 40 °С и со среднесуточной температурой минус 5 °С.
Самый теплый месяц – июль. Среднесуточные температуры июля колеблются от +24,2 °С (ст. Звериноголовское) до +15,3 °С (ст. Шатрово). Абсолютный максимум температуры воздуха был отмечен на станциях Куртамыш, Звериноголовское, Курган – Вороновка +40,5 °С в 1952 году. Бывают случаи, когда максимальная температура наблюдается не в июле, а в июне или августе.
Атмосферное давление изменяется в зависимости от температуры воздуха и прохождения циклонов и антициклонов. При прохождении циклонов происходит понижение давления, а при прохождении антициклонов – его повышение. В среднем за год давление составляет 756,6 мм. Самое низкое давление отмечается в теплый сезон (до 749,4 мм в среднем и до 721,6 мм минимально). Зимой давление повышается в среднем до 764,5 мм и максимально до 791,5 мм.
В январе на юге области преобладают ветры южного и юго-западного направления, а на севере – западного и юго-западного направлений. В июле возрастает повторяемость ветров северного, северо-западного направлений на юге области, а в северной части сохраняется преобладание западных направлений при увеличении (по сравнению с январем) доли северных и северо-западных ветров. Штиль бывает редко. Больше повторяемость дней со штилем на севере и в центре области, наименьшие значения – на востоке. Среднегодовая скорость ветра составляет 3,2 м/сек.
Курганская область расположена в зоне недостаточного и неустойчивого увлажнения. Наибольший дефицит влаги приходится на теплую часть года. Относительная влажность воздуха изменяется в течение года от 82 % в декабре до 59 % в июне. Наибольшая облачность наблюдается в холодный период. Пасмурных дней больше осенью и в первой половине зимы. Осадки связаны главным образом с прохождением циклонов. При прохождении теплых фронтов циклонов характерны моросящие обложные дожди (снегопады), а на холодных фронтах циклонов – ливневые, часто с грозами.

## Флора
Флора Курганской области включает 1266 таксонов сосудистых растений (в их числе 1035 аборигенных видов и 231 адвентивный вид и 60 дикорастущих межвидовых гибридов из 508 родов и 112 семейств. Среди низших растений выявлено 55 таксонов моховидных (6 видов печеночников и 49 видов листостебельных мхов) из 33 родов и 20 семейств. Выявленные мхи большей частью принадлежат к группам болотных, напочвенных и эпифитных растений. Отмечено наличие 78 видов лишайников и 223 вида и внутривидовых таксонов водорослей. Вся флора Южного Зауралья подразделена 8 групп: лесная, луговая, галофитная, степная, петрофитная, прибрежно-болотная, водная и синантропная.

## Фауна
Началом изучения животного мира Курганской области можно назвать  знаменитое путешествия П.С. Палласа (1786). С того времени зоологами опубликованы сотни  работ. Тем не менее, даже в настоящее время применительно к позвоночным остаются ещѐ «белые пятна», не говоря о беспозвоночных животных.
В фауне Курганской области сочетаются лесные, степные и лесостепные виды животных.
На территории области обитают 69 видов млекопитающих, в том числе насекомоядных - 11 видов, рукокрылых - 9, хищных - 15, парнокопытных - 3, зайцеобразных - 2 и грызунов - 29. Большой научный интерес представляют виды млекопитающих, границы ареалов которых проходят по территории Курганской области, они составляют 32% фауны региона. Именно на границах ареалов многие животные приобретают морфологические, экологические, физиологические, генетические и иные особенности. К животным, обитающим на границе ареала своего вида, относятся темнозубая бурозубка, азиатский бурундук, краснощекий суслик, степная пеструшка, корсак и некоторые другие.
В Курганской области насчитывается 312 видов птиц, из них 218 видов гнездятся на территории области, 60 - встречаются во время сезонных миграций, 6 - на зимовках, 28 видов залетают из соседних регионов.
Относительно бедна фауна рептилий и амфибий. На территории области рептилии представлены 7 видами, амфибии - 9 видами.
Ихтиофауна Курганской области включает 24 вида рыб - это местные (аборигенные) виды и виды - вселенцы.
Беспозвоночные представлены 2048 видами. Отряд Пауки – включает 42 вида, отряд Акариформные клещи – 8, отряд Паразитиформные клещи – 50, отряд Жаброноги – 2, отряд Щитни – 1, отряд Ветвистоусые ракообразные – 4, отряд Равноногие – 1, отряд Разноногие – 1, отряд Десятиногие раки – 1, отряд Поденки – 1, отряд Стрекозы – 52, отряд Богомолы – 1, отряд Прямокрылые – 32, отряд Кожистокрылые -1, отряд Вши – 7, отряд Равнокрылые – 96, отряд Полужесткокрылые – 251, отряд Жуки – 407, отряд Ручейники – 17, отряд Чешуекрылые – 454, отряд Перепончатокрылые – 204, отряд Блохи – 22, отряд Двукрылые – 364, отряд Unioniformes – 3, отряд Luciniformes – 7, отряд Vivipariformes – 4, отряд Littoriniformes – 2, отряд Прудовикообразные – 13.